# Магатама

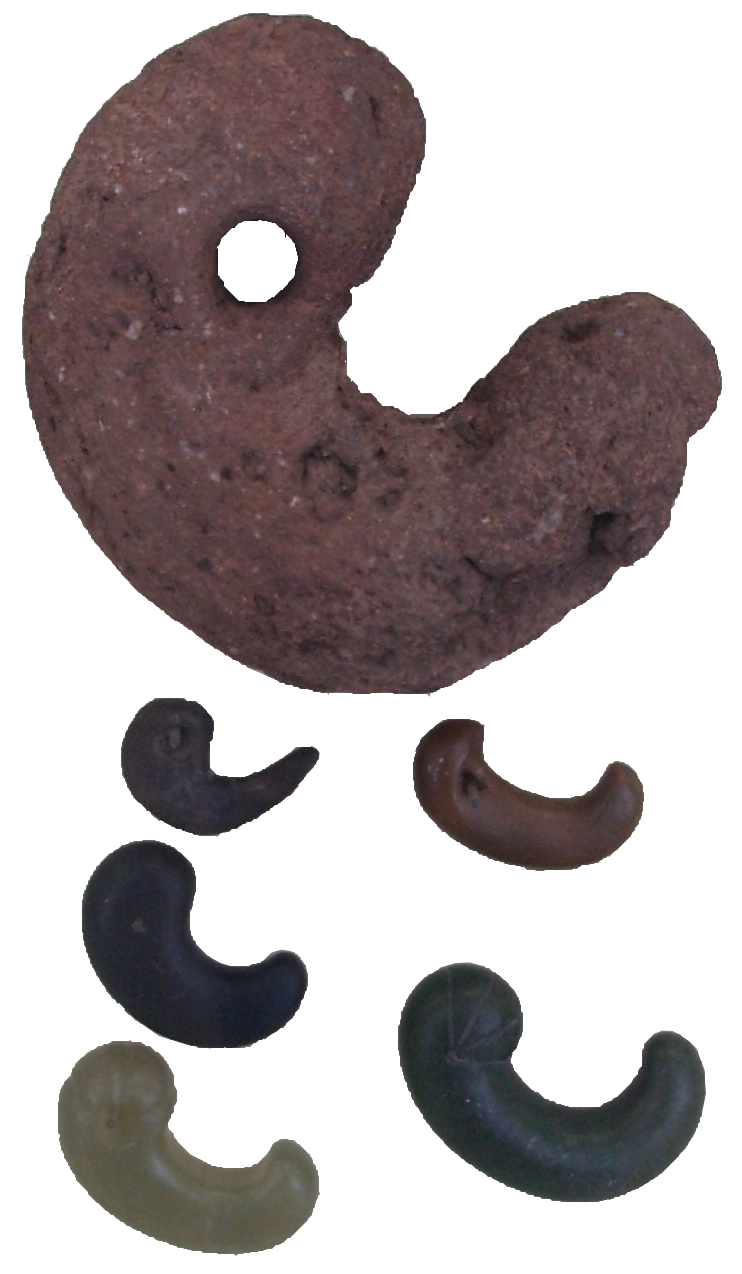
Магатама, VIII век до н. э., период Дзёмон

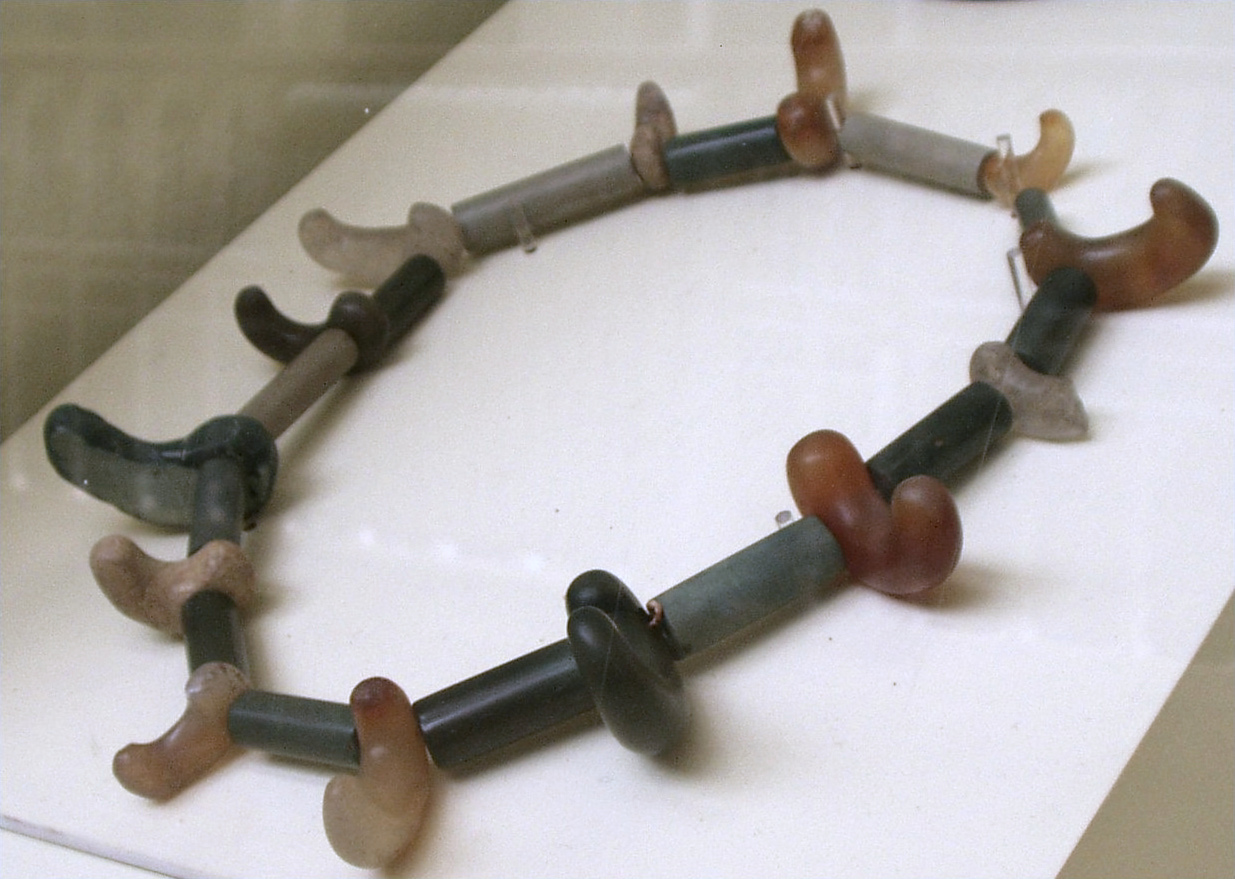
Нефритовое ожерелье из магатам (III—VI века, период Кофун)

Магатама (яп. 勾玉, или 曲玉, «изогнутая драгоценность») — изогнутая бусина из драгоценного камня в виде запятой. Бусины-магатама встречаются в археологических находках Японии начиная с периода Дзёмон.

## Описание
Магатама напоминает по форме головастика высотой в 3-6 см, хвост которого изогнут буквой «С», а голова имеет утолщение и отверстие для шнурка. Участок украшения с отверстием называется головкой, внутренняя сторона изгиба — брюшком, а внешняя — спинкой магатамы. Как правило, это украшение изготавливалась из драгоценного камня: нефрита, агата, кварца,  горного хрусталя, яшмы, мыльного камня, а также из золота, янтаря, стекла и даже из керамики. Существовали также глиняные образцы.
Происхождение бусин именно такой формы не выяснено. Выдвигались гипотезы, что это украшение является заменителем клыков животных, символом развития бытия, олицетворением зародыша в теле матери или модификацией обычной серьги. Письменные памятники свидетельствуют, что магатама служила оберегом от зла и приносила счастье.
Самые старые магатамы находят на Японском архипелаге. Они датируются ранним периодом Дзёмон, 6—5 тысячелетиями до н. э. Первые магатамы напоминали заострённые на конце камни. В 4—3 тысячелетиях до н. э. они эволюционировали в сторону небольших С-подобных изделий. Считается, что в VI—V веках до н. э. техника изготовления магатам была передана также на юг Корейского полуострова, где их делали из микроклина. Культура С-образных украшений была распространена в основном в Западной Японии к концу VII века н. э. Восточным рубежом этой культуры считается район современного Токио.
Магатамы используются в Японии по сей день, хотя и не так широко как в доисторические времена. Обычно их продают как амулеты, приносящие удачу в синтоистских святилищах или как сувениры - обереги для туристов.  Наиболее известной магатамой современности является Большая магатама Ясакани (яп. 八尺瓊曲玉, или 八坂瓊曲玉), одна из трёх регалий Императора Японии.